# ГЕС Сер-Понсон
ГЕС Сер-Понсон (фр. Сер-Понсон) — гідроелектростанція на південному сході Франції. Знаходячись вище за ГЕС Кюрбан, становить верхній ступінь у каскаді на річці Дюранс (ліва притока Рони), яка на цій ділянці дренує суміжні райони Альп Дофіне та Котських Альп.
Для накопичення ресурсу на Дюранс звели земляну греблю заввишки 124 м, завдовжки 630 м та завтовшки від 9 до 650 м, на спорудження якої знадобилось 14 млн м3 матеріалу. Вона утримує водосховище із площею поверхні 28 км2 та об'ємом 1272 млн м3. Варто зауважити, що це єдине в каскаді велике сховище, тоді як інші станції базуються на відведенні води за допомогою невеликих гребель.
Машинний зал станції обладнано чотирма турбінами типу Френсіс загальною потужністю 352 МВт. При напорі в 128 метрів вони забезпечують річну виробітку на рівні 0,7 млрд кВт-год.
Управління роботою станції здійснюється із диспетчерського центру на ГЕС Сент-Тюль.